# Cháo khoái
Cháo khoái là một món ăn đường phố, có từ lâu đời, cách đây hàng trăm năm của thành phố Hải Phòng. Cháo được chế biến bằng cách khuấy bột gạo với nước xương hầm đun sôi, có màu xanh nhạt, mịn và sánh đặc trưng.

## Chuẩn bị nguyên liệu
Các nguyên liệu chính nấu cháo khoái gồm có: gạo tẻ xay thành bột, xương lợn (xương ống) hầm lấy nước, lá rau ngót (hoặc lá dứa) xay và lọc lấy nước để lên màu cho cháo, đỗ xanh, hành phi và các gia vị...

## Chế biến
Nước xương hầm đem đun sôi, khi sôi để nhỏ lửa, sau đó từ từ cho bột gạo tẻ vào với tỷ lệ vừa phải, vừa cho vừa khuấy đều tránh hiện tượng vón cục và khuấy cho đến khi có cảm giác tỷ lệ nước và bột vừa đủ, bột chín và có độ sánh quyện nhất định. Khi bột chín, rót từ từ nước rau ngót vào đảo đều và tắt bếp. 
Khi cho cháo ra bát, rắc ruốc, đỗ xanh tán nhuyễn với tỉ lệ "3 cháo 1 xanh" và cuối cùng hành phi lên trên. 